# Scotoplanes
Scotoplanes, nome científico do porco-do-mar, é um ser vivo que pertencem ao mesmo táxon dos pepinos do mar e vivem em grandes profundidades, com alguns já sendo vistos a 6.000 metros da superfície. O porco do mar apresenta uma coloração translúcida que pode variar de acordo com a luminosidade da água em que se encontra. Se alimenta principalmente de matéria em decomposição. Pertencem ao mesmo táxon dos pepinos do mar.
Se subdivide em 5 espécies:

- Scotoplanes clarki Hansen, 1975
- Scotoplanes globosa (Théel, 1879)
- Scotoplanes hanseni Gebruk, 1983
- Scotoplanes kurilensis Gebruk, 1983

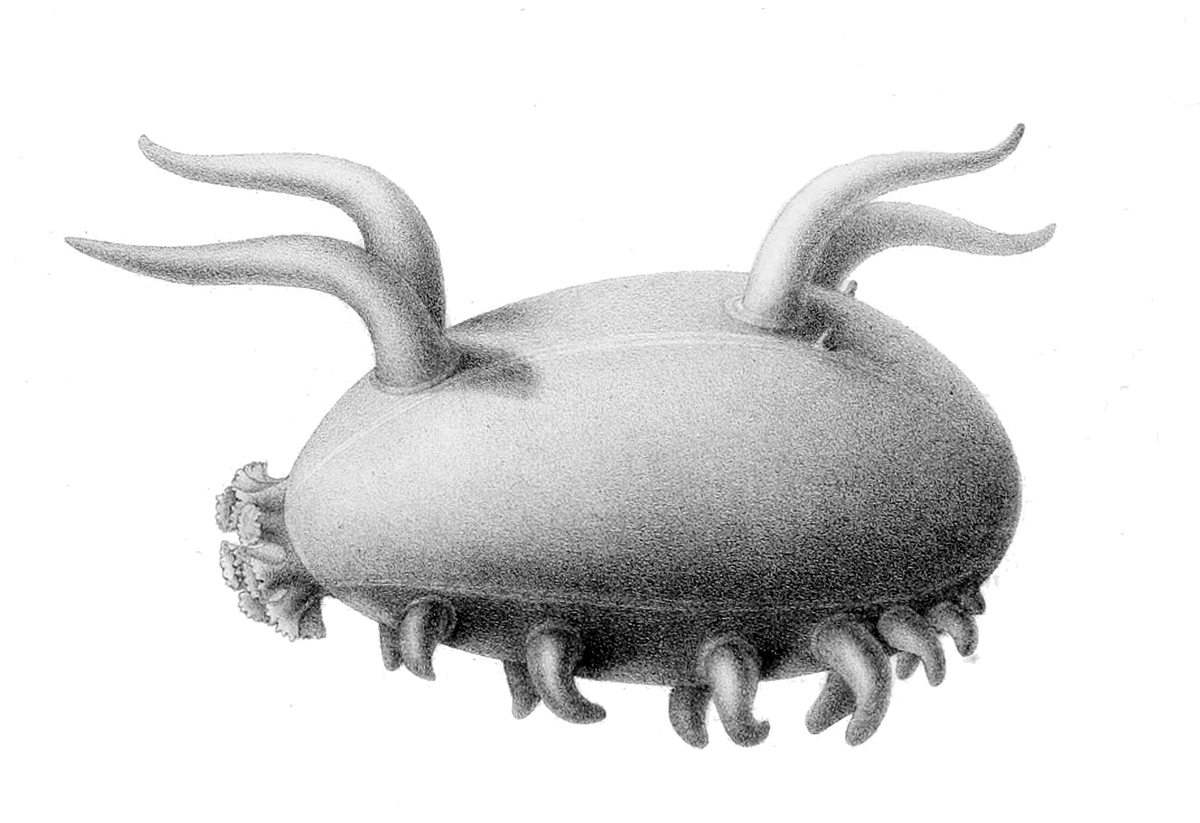
Um Scotoplane

Essas Espécies Ainda não são conhecidas Cientificamente, Pois estão muito abaixo da Superfície. Está em todos os Oceanos do Planeta, Em especial no Oceano Antártico